# كمال كيلا
 كمال الدين عثمان علي كيلا  (1948 في كسلا - 2 يناير 2021 في بحري)، فنان سوداني. يُعد من أمهر وأميز فناني الجاز في السودان في عصره الذهبي، اتخذ من غنائه باللغة الإنجليزية بجانب العربية مَعْبَراً لأغنياته خارج حدود الوطن، حيث تناولت أغانيه مواضيع السلام، والوطن، ووقف الحرب.

## وفاته
توفي مساء السبت 2 يناير 2021، عن عمر ناهز 73 عاما، وهو في طريقه إلى مستشفى بحري، إثر وعكة صحية ألزمته الفراش طويلا.